# 叶国先
叶国先（1979年—），广东信宜人，汉族，中华人民共和国政治人物、第十二届全国人民代表大会广东地区代表。
毕业于广东工业大学。2013年，担任全国人大代表。